# 苗曽
苗 曽（びょう そ、? - 24年）は、中国の新代の武将、政治家。更始帝配下の人物だが、出身母体等は不明である。

## 事跡
| 姓名           | 苗曽                       |
| 時代           | 新代                       |
| 生没年         | 生年不詳 - 24年（更始2年） |
| 字・別号       | 〔不詳〕                   |
| 本貫・出身地等 | 〔不詳〕                   |
| 職官           | 幽州牧〔更始〕             |
| 爵位・号等     | -                          |
| 陣営・所属等   | 更始帝                     |
| 家族・一族     | 〔不詳〕                   |

河北の王郎が更始2年（24年）5月に劉秀（後の光武帝）らにより平定された後、長安に在った更始帝とその配下たちは、劉秀の威勢が高まるのを見てこれを恐れた。そこで劉秀を蕭王に封じて、兵権を奪い、功績ある諸将を長安に呼び戻そうとする一方で、苗曽を幽州牧、韋順を上谷太守、蔡充を漁陽太守に任命して、これらを派遣した。しかし劉秀は、耿弇の進言等もあり、この召還に応じようとしなかった。
劉秀は、銅馬など河北の民軍を平定しようと幽州10郡の軍の動員を望んだため、鄧禹の推薦により呉漢に符節を持たせて派遣した。苗曽はこれを聞くと、幽州の各郡に裏から手を回し、動員に応じないようにさせた。まもなく呉漢がわずか20騎で無終（右北平郡）に到着すると、苗曽は呉漢に備えが無いと見て、路上でこれを出迎えた。ところが、呉漢は直ちに騎兵たちを率い、苗曽を捕えてこれを斬り捨て、その軍を奪い取った。なお、韋順・蔡充も耿弇の手で誅殺されている。幽州の各郡は苗曽らの死に震撼し、尽く呉漢に降って動員に応じた。